# Shumway
Shumway és una població dels Estats Units a l'estat d'Illinois. Segons el cens del 2000 tenia 217 habitants.

## Demografia
Segons el cens del 2000, Shumway tenia 217 habitants, 82 habitatges, i 56 famílies. La densitat de població era de 270,3 habitants/km².
Dels 82 habitatges en un 40,2% hi vivien nens de menys de 18 anys, en un 47,6% hi vivien parelles casades, en un 17,1% dones solteres, i en un 30,5% no eren unitats familiars. En el 25,6% dels habitatges hi vivien persones soles l'11% de les quals corresponia a persones de 65 anys o més que vivien soles. El nombre mitjà de persones vivint en cada habitatge era de 2,65 i el nombre mitjà de persones que vivien en cada família era de 3,18.
Per edats la població es repartia de la següent manera: un 28,1% tenia menys de 18 anys, un 12,9% entre 18 i 24, un 28,6% entre 25 i 44, un 19,4% de 45 a 60 i un 11,1% 65 anys o més.
L'edat mediana era de 31 anys. Per cada 100 dones de 18 o més anys hi havia 100 homes.
La renda mediana per habitatge era de 43.125 $ i la renda mediana per família de 45.417 $. Els homes tenien una renda mediana de 27.159 $ mentre que les dones 18.750 $. La renda per capita de la població era de 16.032 $. Aproximadament el 5,8% de les famílies i el 8% de la població estaven per davall del llindar de pobresa.

## Poblacions més properes
El següent diagrama mostra les poblacions més properes.